# 维登萨尔
维登萨尔是德国下萨克森州的一个市镇。总面积11.70平方公里，总人口1065人，其中男性535人，女性530人（2011年12月31日），人口密度91人/平方公里。